# Napaeosciomyza rara
Napaeosciomyza rara is een vliegensoort uit de familie van de Helosciomyzidae. De wetenschappelijke naam van de soort is voor het eerst geldig gepubliceerd in 1901 door Hutton als Tetanocera rara. De soort is in 1981 door Barnes ingedeeld bij het geslacht Napaeosciomyza.

## Synoniemen
- Helosciomyza rara (Hutton, 1901)[1][2]
- Helosciomyza simillima Harrison, 1959[2][3]
- Tetanocera rara Hutton, 1901[1]